# Меморіальний музей-садиба славетної гончарки Олександри Селюченко

Меморіальна дошка на будинку Олександри Селюченко. Опішне, Полтавщина. Музей-садибу відчинено щодня з 9-00 до 17-00 год.

Меморіа́льний музе́й-сади́ба гонча́рки Олекса́ндри Селюче́нко — структурний підрозділ Національного музею-заповідника українського гончарства в Опішному.

## Історія створення
На початку 1988 року почав функціонувати перший в Україні Меморіальний музей-садиба гончарки Олександри Селюченко — славетної іграшкарки, члена Національної спілки художників України, заслуженого майстра народної творчості України, яка не лише зберегла, а й розвинула традицію опішненської іграшки, створила значну кількість як традиційних, так і нових образів. Його засновано в колишньому помешканні майстрині, яке, як і весь мистецький доробок, згідно із заповітом, було передано в дар українському народові в особі Національного музею-заповідника українського гончарства в Опішному. В Музеї-садибі після смерті народного майстра в недоторканому вигляді було збережено дворище, надвірні будівлі, у тому числі горно, інтер'єр житла, предмети побуту й творчі роботи. Відкриття цього закладу стало визначною подією в українському керамологічному музеєзнавстві.

## Колекція
Фондова збірка Музею-садиби складається з понад 1000 творів кераміки, 296 аркушів декоративної мальовки, більшість з якої виконано рукою Олександри Селюченко, архіву мисткині, що містить листи, щоденники (222 одиниці збереження) й фотографії (близько 800 штук), особистої бібліотеки Гончарки (майже 300 видань: книги, журнали, каталоги, буклети тощо), а також 531 предмета повсякденного побуту майстрині.

## Діяльність
Основні завдання Музею-садиби — збирання та систематизація матеріалів, які стосуються життя й творчості Олександри Селюченко; поширення знань про народну майстриню; залучення до музею широкого загалу відвідувачів; забезпечення його повноцінного функціонування як наукового й культурно-просвітницького закладу.
Напрямками діяльності закладу є дослідницька, збирацька, експозиційно-виставкова й просвітницька робота.
Зберігаючи самобутність Музею-садиби, його співробітники займаються широкою популяризаторською діяльністю. Упродовж року вони залучають учителів та учнів, вихователів дошкільних закладів, керівників дитячих таборів до різноманітних форм культурно-освітньої роботи, серед яких — заняття в оточенні «музейних експонатів», краєзнавчі екскурсії, зустрічі з майстрами, ігри, вікторини, свята на гончарську тематику, майстер-класи гончарів та малювальниць тощо.
У день народження майстрині (6 травня) в Музеї-садибі відбувається пошанування пам'яті Олександри Селюченко.
Під час Тижнів Національного Гончарного Здвиження, ініційованих Національним музеєм-заповідником українського гончарства, які щорічно проходили в Опішному, на території Музею-садиби відбувалося випалювання глиняних іграшок опішненських майстрів у горні мисткині. Усі, хто цього дня відвідував садибу, мали нагоду побачити сам процес випалювання, поспілкуватися зі старійшинами гончарної справи, побачити, як працюють професійні гончарі, послухати фольклорні ансамблі, взяти участь у різноманітних конкурсах і вікторинах.
Починаючи з 1991 року, кожні 5 років Музей-садиба проводив Селюченківські наукові читання. Участь у них брали керамологи, музеєзнавці, народні майстри-гончарі, художники-керамісти, представники творчих спілок України. У своїх доповідях науковці висвітлювали численні питання про минулі досягнення й сучасні здобутки гончарного промислу.
Як результат науково-дослідної роботи співробітників Музею-садиби — публікації про Олександру Селюченко в періодичних виданнях, оформлення нових виставок, каталогів, буклетів тощо. Так, за сприяння працівників закладу Гончарська книгозбірня України підготувала й опублікувала каталог особистої бібліотеки Олександри Селюченко та бібліографію публікацій 1970-х — 1990-х років про неї.
Меморіальний музей-садиба має власну web-сторінку з максимально яскравим наповненням, детальною інформацією про роботу закладу.
За ініціативи Національного музею-заповідника українського гончарства в Опішному 6 травня 2016 року були проведені заходи Урочистої академії на пошанування життя й творчості Олександри Селюченко. Знаковою подією стало відкриття глиняного погруддя опішненської гончарки на подвір'ї її будинку, нині — Меморіального музею-садиби. Образ талановитої мисткині втілив у монументальній роботі головний художник Музею-заповідника, заслужений працівник культури України Юрко Пошивайло. На Стіні Гончарної Слави України в Музеї мистецької родини Кричевських було відкрито меморіальну дошку, що увічнила в бронзі творчу постать Олександри Селюченко, автором якої став скульптор, народний художник України Василь Ярич.

## Працівники
Наталя Ібрагімова — завідувач Меморіального музею-садиби гончарки Олександри Селюченко Національного музею-заповідника українського гончарства в Опішному. Закінчила історичний факультет Полтавського державного педагогічного університету імені Володимира Короленка за спеціальністю «Учитель історії» (2000). Головний напрямок наукових досліджень: життєвий і творчий шлях гончарки Олександри Селюченко. Автор публікацій з проблематики керамології в періодичних виданнях і збірниках.
Віра Радченко — молодший науковий співробітник Меморіального музею-садиби гончарки Олександри Селюченко Національного музею-заповідника українського гончарства в Опішному. Головний напрямок наукових досліджень: життєвий і творчий шлях гончарки Олександри Селюченко. Автор публікацій з проблематики керамології в періодичних виданнях і збірниках.